# Yogan Santos
Yogan Santos (* 15. Januar 1985 in Gibraltar) ist ein gibraltarischer Fußballspieler. Er ist seit 2014 Mitglied der gibraltarischen Fußballnationalmannschaft.

## Karriere
Santos spielte erstmals 2005 bei dem gibraltarischen Fußballverein Manchester 62 FC, bei dem er bis 2007 blieb. Von 2007 bis 2010 war er Spieler des gibraltarischen Fußballvereins Laguna FC und von 2010 bis 2013 Spieler des ebenfalls gibraltarischen Vereins Glacis United FC. 2013 wechselte er zurück zum Manchester 62 FC. Im Februar 2014 wurde er erstmals Spieler der gibraltarischen Fußballnationalmannschaft. Dort spielte er am 1. März 2014 mit seiner Mannschaft Freundschaftsspiele gegen die färöische Fußballnationalmannschaft und am 5. März 2014 gegen die estnische Fußballnationalmannschaft. Im Oktober und im November 2014 spielte er erstmals für die Nationalmannschaft bei Pflichtspielen der Qualifikation für die Fußball-Europameisterschaft 2016 gegen Irland, Georgien und Deutschland mit.